# شیدی پوینت (اکلاهما)
شیدی پوینت(به انگلیسی: Shady Point) شهری در ایالت اکلاهما کشور ایالات متحده آمریکا است که جمعیت آن در سرشماری سال ۲۰۱۰ میلادی، ۱٬۰۲۶ نفر بوده‌است.